# Partecipanti all'Arctic Race of Norway 2025
Elenco dei partecipanti all'Arctic Race of Norway 2025.
L'Arctic Race of Norway 2025 è stata la dodicesima edizione della corsa. Alla competizione presero parte 18 squadre: 6 con licenza UCI World Tour 2025, 9 UCI ProTeam, 1 UCI Continental Team,  1 selezione nazionale e 1 squadra regionale.
Accreditati alla partenza 107 ciclisti.

## Corridori per squadra
Nota: R ritirato, NP non partito, FT fuori tempo, SQ squalificato
| Uno-X Mobility      | Uno-X Mobility         | Uno-X Mobility      | Cofidis                | Cofidis                | Cofidis                | XDS Astana Team                 | XDS Astana Team                 | XDS Astana Team                 |
| ------------------- | ---------------------- | ------------------- | ---------------------- | ---------------------- | ---------------------- | ------------------------------- | ------------------------------- | ------------------------------- |
| N°                  | Ciclista               | Clas.               | N°                     | Ciclista               | Clas.                  | N°                              | Ciclista                        | Clas.                           |
| 1                   | Andreas Leknessund     | 13°                 | 11                     | Dylan Teuns            | 21°                    | 21                              | C. Champoussin                  | 5°                              |
| 2                   | Fredrik Dversnes       | 17°                 | 12                     | Léandre Huck           | 69°                    | 22                              | Davide Ballerini                | 58°                             |
| 3                   | Ådne Holter            | 18°                 | 13                     | Clément Izquierdo      | 30°                    | 23                              | Cees Bol                        | 72°                             |
| 4                   | Alexander Kristoff     | 88°                 | 14                     | Jonathan Lastra        | 35°                    | 24                              | Anthon Charmig                  | 15°                             |
| 5                   | Sakarias Koller Løland | 26°                 | 15                     | Sam Maisonobe          | 32°                    | 25                              | Aaron Gate                      | 62°                             |
| 6                   | Rasmus Tiller          | 68°                 | 16                     | Stefano Oldani         | 24°                    | 26                              | Christian Scaroni               | 3°                              |
| Team Picnic PostNL  | Team Picnic PostNL     | Team Picnic PostNL  | Team Jayco AlUla       | Team Jayco AlUla       | Team Jayco AlUla       | Q36.5 Pro Cycling Team          | Q36.5 Pro Cycling Team          | Q36.5 Pro Cycling Team          |
| N°                  | Ciclista               | Clas.               | N°                     | Ciclista               | Clas.                  | N°                              | Ciclista                        | Clas.                           |
| 31                  | Kevin Vermaerke        | 6°                  | 41                     | Eddie Dunbar           | 25°                    | 51                              | Thomas Pidcock                  | 2°                              |
| 32                  | Romain Combaud         | 36°                 | 42                     | Davide De Pretto       | 73°                    | 52                              | Sjoerd Bax                      | 65°                             |
| 33                  | Timo de Jong           | 90°                 | 43                     | Felix Engelhardt       | 8°                     | 53                              | Marcel Camprubi                 | 56°                             |
| 34                  | Robbe Dhondt           | R1ª                 | 44                     | Alan Hatherly          | 11°                    | 54                              | Mark Donovan                    | 33°                             |
| 35                  | Ryan Gal               | 53°                 | 45                     | Asbjørn Hellemose      | 60°                    | 55                              | Frederik Frison                 | R4ª                             |
| 36                  | Bjoern Koerdt          | 22°                 | 46                     | Michael Hepburn        | 82°                    | 56                              | Milan Vader                     | 51°                             |
| Israel-Premier Tech | Israel-Premier Tech    | Israel-Premier Tech | Arkéa-B&B Hotels       | Arkéa-B&B Hotels       | Arkéa-B&B Hotels       | Intermarché-Wanty               | Intermarché-Wanty               | Intermarché-Wanty               |
| N°                  | Ciclista               | Clas.               | N°                     | Ciclista               | Clas.                  | N°                              | Ciclista                        | Clas.                           |
| 61                  | Corbin Strong          | 1°                  | 71                     | Jenthe Biermans        | 48°                    | 81                              | Arne Marit                      | 52°                             |
| 62                  | Hugo Houle             | 27°                 | 72                     | Simon Guglielmi        | 50°                    | 82                              | Felix Ørn-Kristoff              | 54°                             |
| 63                  | Nick Schultz           | 29°                 | 73                     | Nicolas Milesi         | 37°                    | 83                              | Adrien Petit                    | R4ª                             |
| 64                  | Riley Sheehan          | 4°                  | 74                     | Baptiste Poulard       | 78°                    | 84                              | Lorenzo Rota                    | 14°                             |
| 65                  | Tom Van Asbroeck       | 77°                 | 75                     | Martin Tjøtta          | 7°                     | 85                              | Dion Smith                      | 41°                             |
| 66                  | Floris Van Tricht      | 80°                 |                        |                        |                        | 86                              | Luca Van Boven                  | 45°                             |
| TotalEnergies       | TotalEnergies          | TotalEnergies       | Team Flanders-Baloise  | Team Flanders-Baloise  | Team Flanders-Baloise  | Tudor Pro Cycling Team          | Tudor Pro Cycling Team          | Tudor Pro Cycling Team          |
| N°                  | Ciclista               | Clas.               | N°                     | Ciclista               | Clas.                  | N°                              | Ciclista                        | Clas.                           |
| 91                  | Pierre Latour          | R4ª                 | 101                    | Jonas Geens            | 49°                    | 111                             | Rick Pluimers                   | 23°                             |
| 92                  | Joris Delbove          | 20°                 | 102                    | Toon Clynhens          | R4ª                    | 112                             | Jacob Eriksson                  | R4ª                             |
| 93                  | Samuel Leroux          | 55°                 | 103                    | Lindsay De Vylder      | 61°                    | 113                             | Petr Kelemen                    | 84°                             |
| 94                  | Nicola Marcerou        | 79°                 | 104                    | Jules Hesters          | 67°                    | 114                             | Aivaras Mikutis                 | R4ª                             |
| 95                  | Jason Tesson           | R4ª                 | 105                    | Elias Maris            | 46°                    | 115                             | Florian Stork                   | 34°                             |
| 96                  | Mattéo Vercher         | 19°                 | 106                    | Yentl Vandevelde       | R4ª                    | 116                             | Joël Suter                      | 92°                             |
| Burgos-Burpellet-BH | Burgos-Burpellet-BH    | Burgos-Burpellet-BH | Unibet Tietema Rockets | Unibet Tietema Rockets | Unibet Tietema Rockets | Equipo Kern Pharma              | Equipo Kern Pharma              | Equipo Kern Pharma              |
| N°                  | Ciclista               | Clas.               | N°                     | Ciclista               | Clas.                  | N°                              | Ciclista                        | Clas.                           |
| 121                 | Clément Alleno         | 31°                 | 131                    | Lander Loockx          | NP3ª                   | 141                             | Pau Miquel                      | R4ª                             |
| 122                 | Antonio Angulo         | 40°                 | 132                    | Cedrik Christophersen  | 28°                    | 142                             | Unai Iribar                     | 75°                             |
| 123                 | Josh Burnett           | 38°                 | 133                    | Owen Geleijn           | 66°                    | 143                             | Mikel Retegi                    | 76°                             |
| 124                 | Hugo de la Calle       | 16°                 | 134                    | Kevin Inkelaar         | 83°                    | 144                             | Antonio Jesús Soto              | R4ª                             |
| 125                 | Sinuhé Fernández       | 47°                 | 135                    | Jelle Johannink        | 71°                    | 145                             | Diego Uriarte                   | 93°                             |
| 126                 | Merhawi Kudus          | 44°                 | 136                    | Abram Stockman         | 59°                    | 146                             | Mats Wenzel                     | 10°                             |
| Selezione norvegese | Selezione norvegese    | Selezione norvegese | Team Coop–Repsol       | Team Coop–Repsol       | Team Coop–Repsol       | Lillehammer CK Continental Team | Lillehammer CK Continental Team | Lillehammer CK Continental Team |
| N°                  | Ciclista               | Clas.               | N°                     | Ciclista               | Clas.                  | N°                              | Ciclista                        | Clas.                           |
| 151                 | Sven Erik Bystrøm      | 9°                  | 161                    | Storm Ingebrigtsen     | 87°                    | 171                             | Ludvik Holstad                  | 64°                             |
| 152                 | Daniel Arnes           | 57°                 | 162                    | Eirik Vang Aas         | 85°                    | 172                             | Amund Ferl-Runningshaugen       | R 4ª                            |
| 153                 | Morthen Wang Baksaas   | 89°                 | 163                    | Karsten Feldmann       | 81°                    | 173                             | Toralf Martinsen                | 43°                             |
| 154                 | Vetle Eskedal          | 42°                 | 164                    | Eivind Broholt Fougner | 12°                    | 174                             | Georg Martinsen                 | 86°                             |
| 155                 | Tord Gudmestad         | 63°                 | 165                    | Halvor Sandstad        | R 4ª                   | 175                             | Even Thorvaldsen                | 70°                             |
| 156                 | Sebastian Veslum       | 91°                 | 166                    | Anton Stensby          | 39°                    | 176                             | Ulrik Tvedt                     | 74°                             |